# Кяру (посёлок)
Кя́ру (эст. Käru) — посёлок в волости Тюри уезда Ярвамаа, Эстония.
До реформы местных самоуправлений Эстонии 2017 года являлся административным центром волости Кяру (упразднена) в составе уезда Рапламаа.

## География и описание
Посёлок Кяру расположен у шоссе Рапла—Тюри, на берегу реки Кяру, в 23 километрах к западу от уездного центра — города Пайде, и в 17 километрах к западу от волостного центра — города Тюри. Высота над уровнем моря — 64 метра. Рядом с посёлком, на железнодорожной линии Таллин—Вильянди находится остановочный пункт Кяру.
Климат умеренный. Официальный язык — эстонский. Почтовый индекс — 79201.

## Население
По данным переписи населения 2021 года, в Кяру насчитывался 431 житель, из них 410 (95,1 %) — эстонцы.
По данным переписи населения 2011 года, в посёлке проживали 397 человек, из них 381 (96,0 %) — эстонцы.
В 2000 году численность жителей посёлка составляла 466 человек.

## История
Впервые поселение на месте посёлка было упомянуто в 1435 году под названием Керро (Kerro). В 1632 году была основана скотоводческая мыза, предшественница рыцарской мызы Керро (Кяру).
Посёлок рядом с железной дорогой был основан в 1920-х годах.

## Инфраструктура
В посёлке есть основная школа, детский сад, народный дом, библиотека, магазин торговой сети «Coop Eesti». Здесь расположено Рапламааское лесничество Центра управления государственными лесами (эст. Riigimetsa Majandamise Keskus — RMK).

## Достопримечательности
В Кяру находится построенная в 1860 году и реновированная в 2008—2009 годах деревянная лютеранская церковь. Церковь используется приходом Кяру.
В Государственный регистр памятников культуры Эстонии внесено кладбище Кяру.
До 29 ноября 2024 года памятником культуры являлась братская могила красноармейцев, павших во Второй мировой войне, находящаяся на кладбище Кяру. Согласно протоколу сформированной в июне 2022 года рабочей группы по советским памятникам при Госканцелярии Эстонии советский памятник на могиле был признан «красным» и подлежал демонтажу. Памятник был демонтирован в 2023 году (см. также Список советских военных памятников Эстонии).
На территории деревни установлен памятник «Балтийской цепи».
В 2018 году в деревне открылся Музей детских колясок, который основала кинорежиссёр Алёна Суржикова (′käru′ с эст. «коляска»).

## Происхождение топонима
Топоним может происходить от старинного личного имени Керро (Kerro), например, в 1534 году упоминается Ханс Керропойк (Hans Kerropoyck). Также топоним можно сравнить со словом «кярг» (эст. kärg : käru, käre) — «чёрный дятел».

## Галерея

Посёлок Кяру
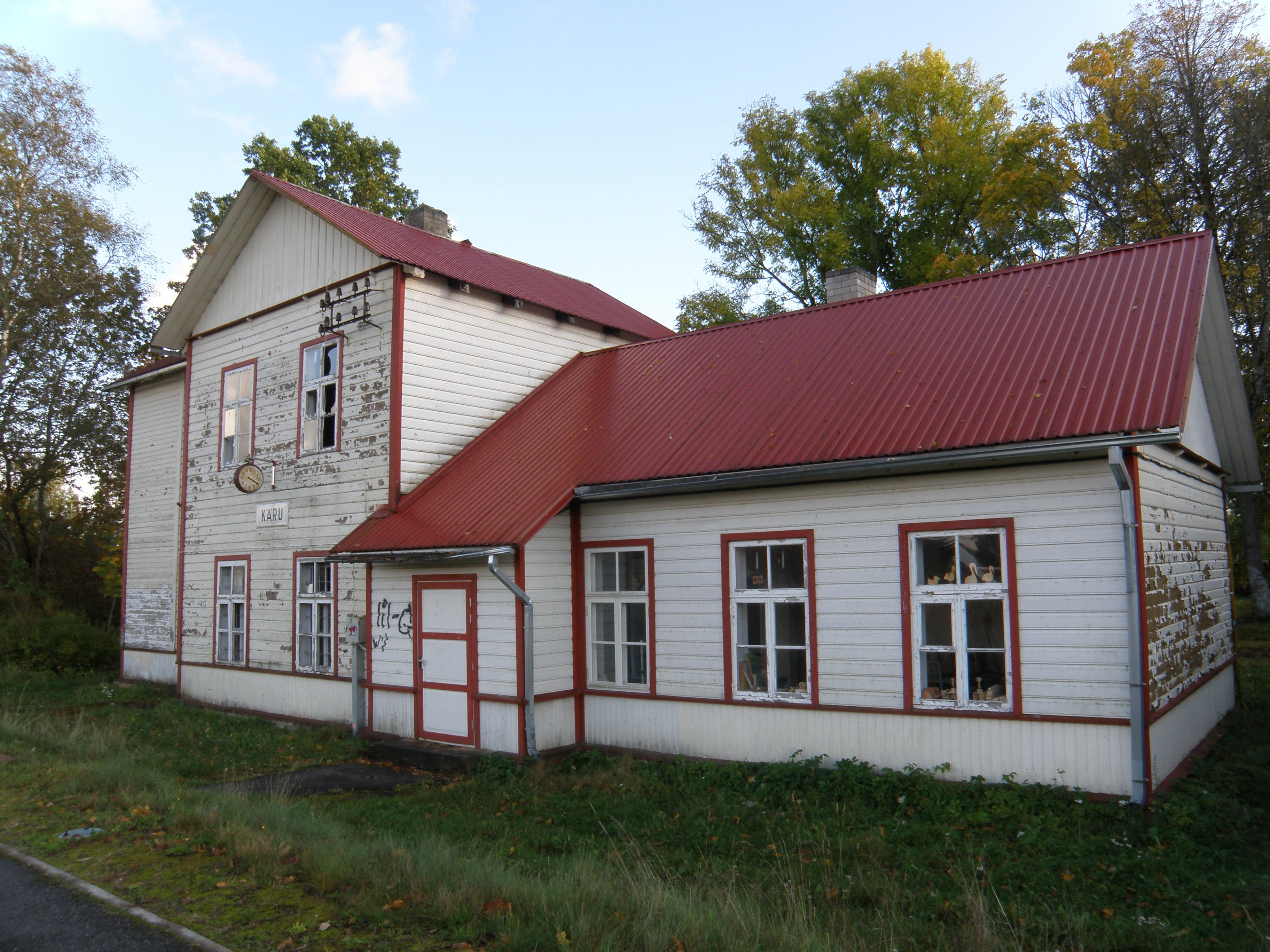
Бывшее здание железнодорожного вокзала Кяру
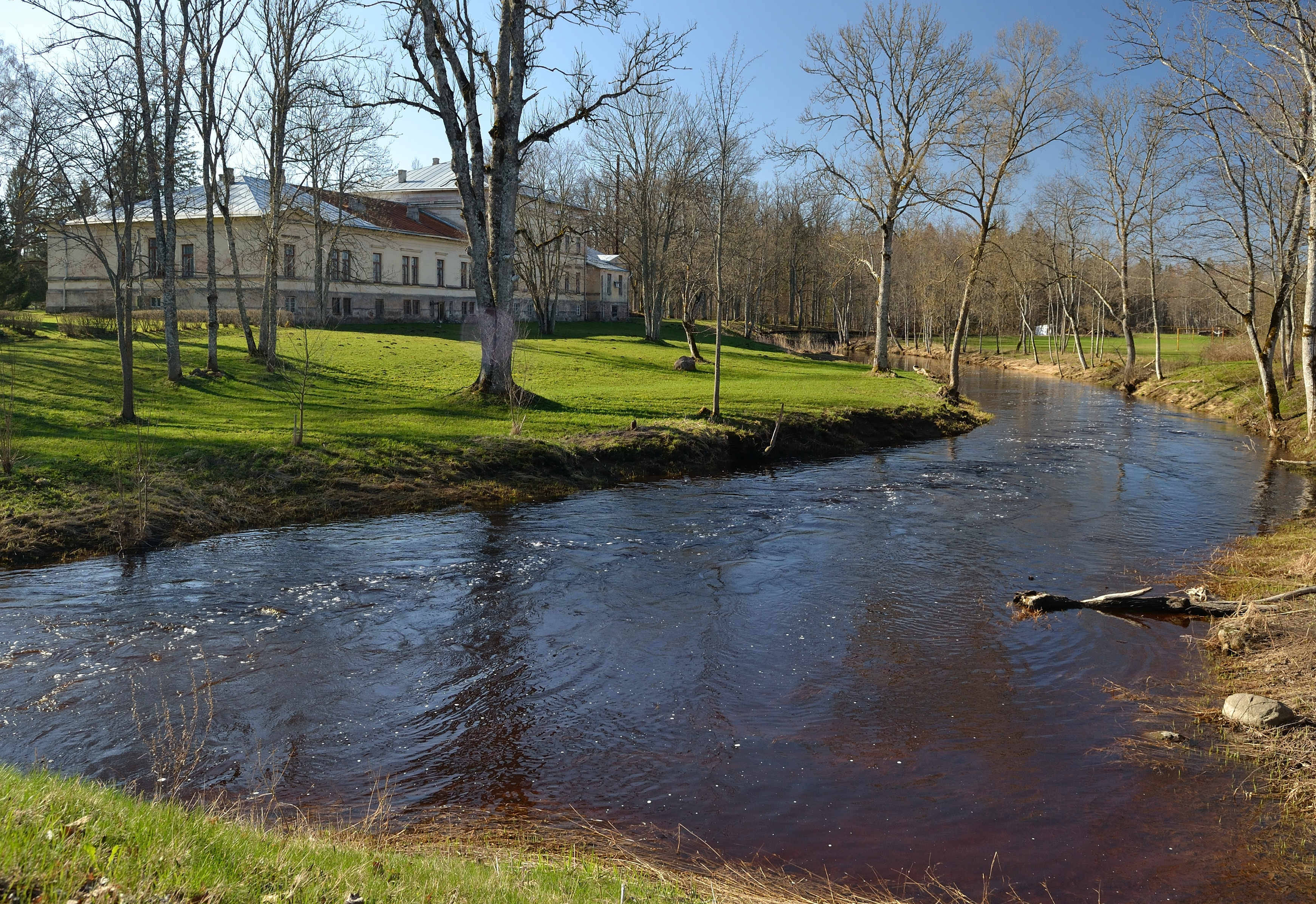
Река Кяру и главное здание мызы Керро (Кяру)
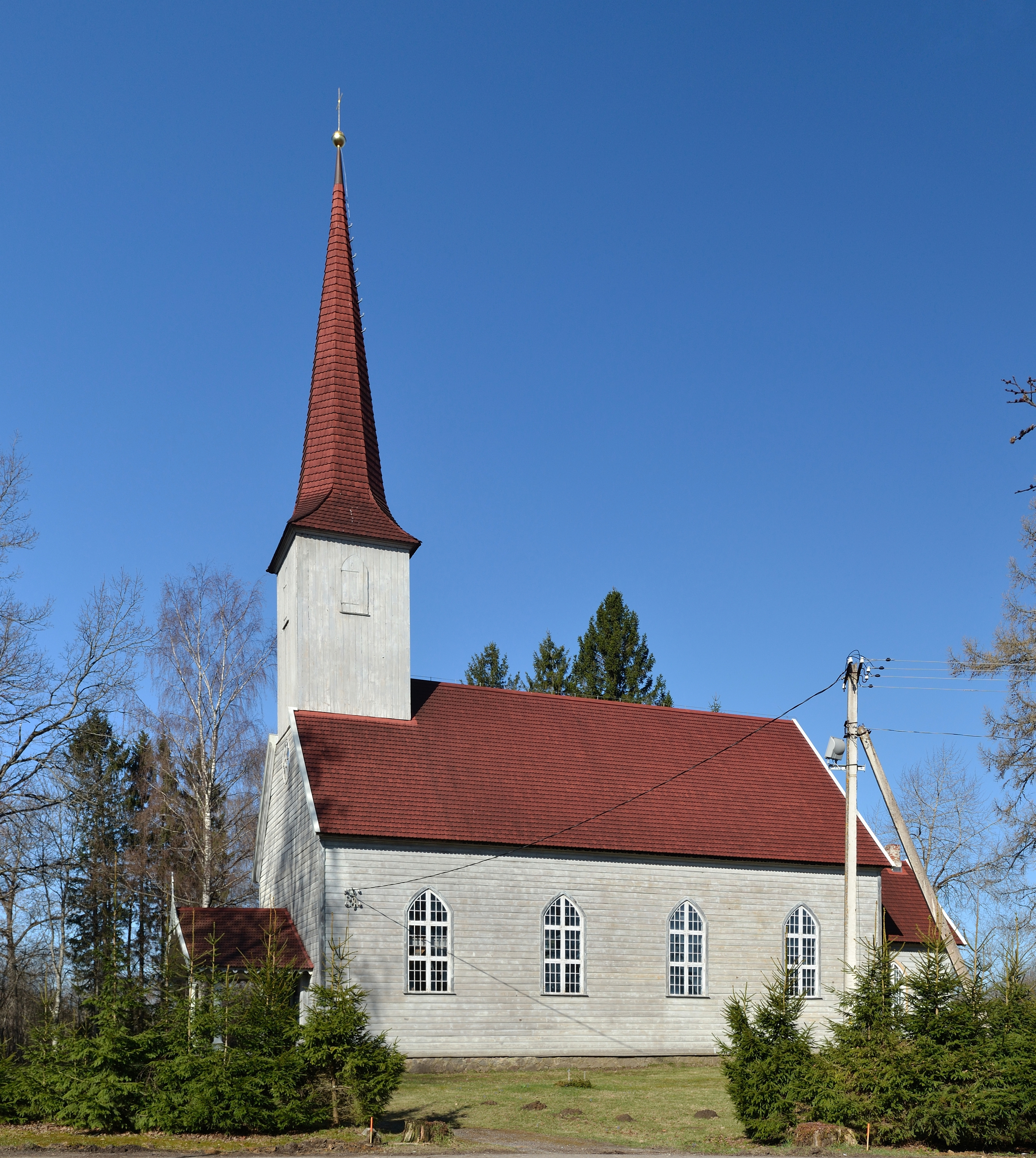
Лютеранская церковь
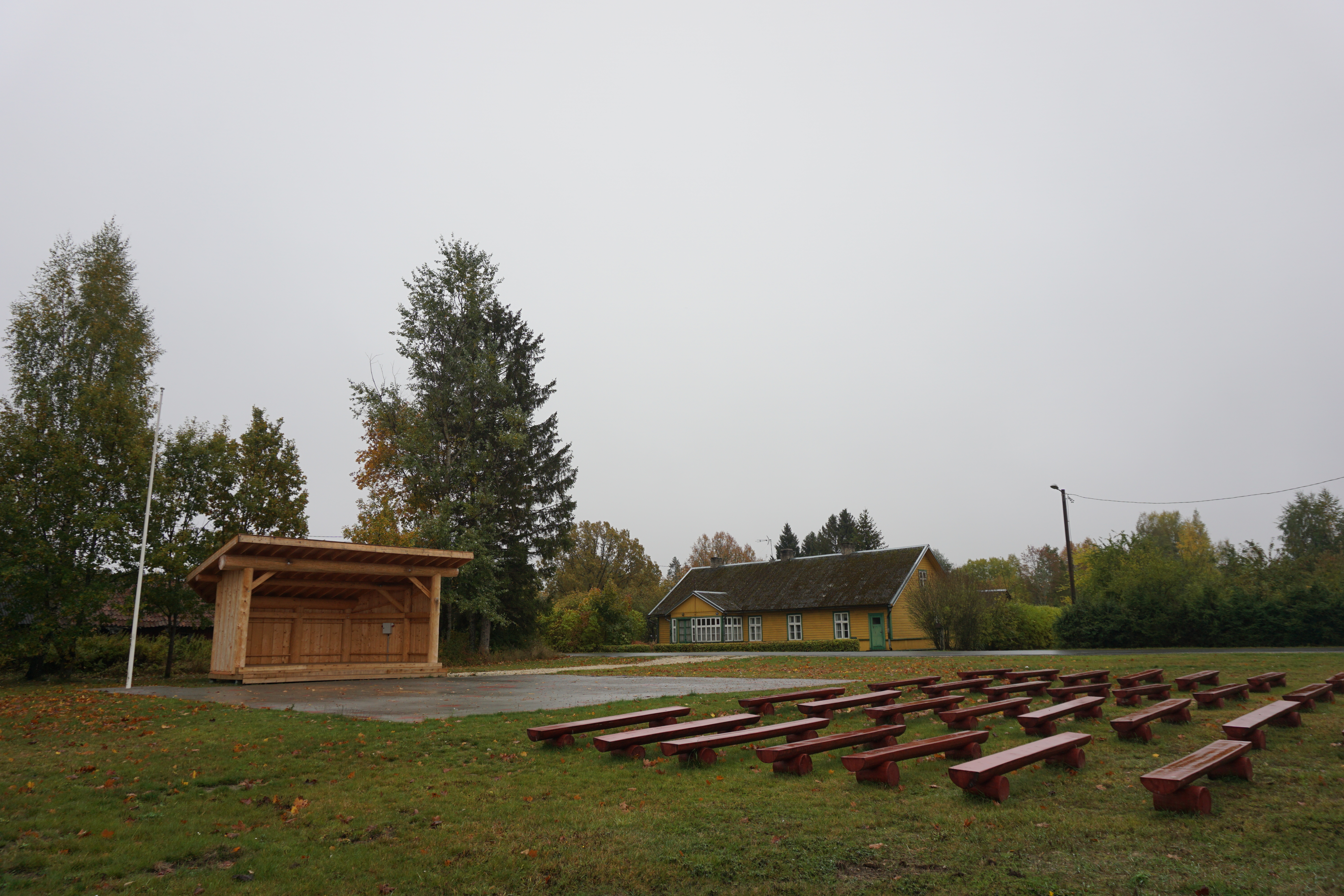
Певческая эстрада
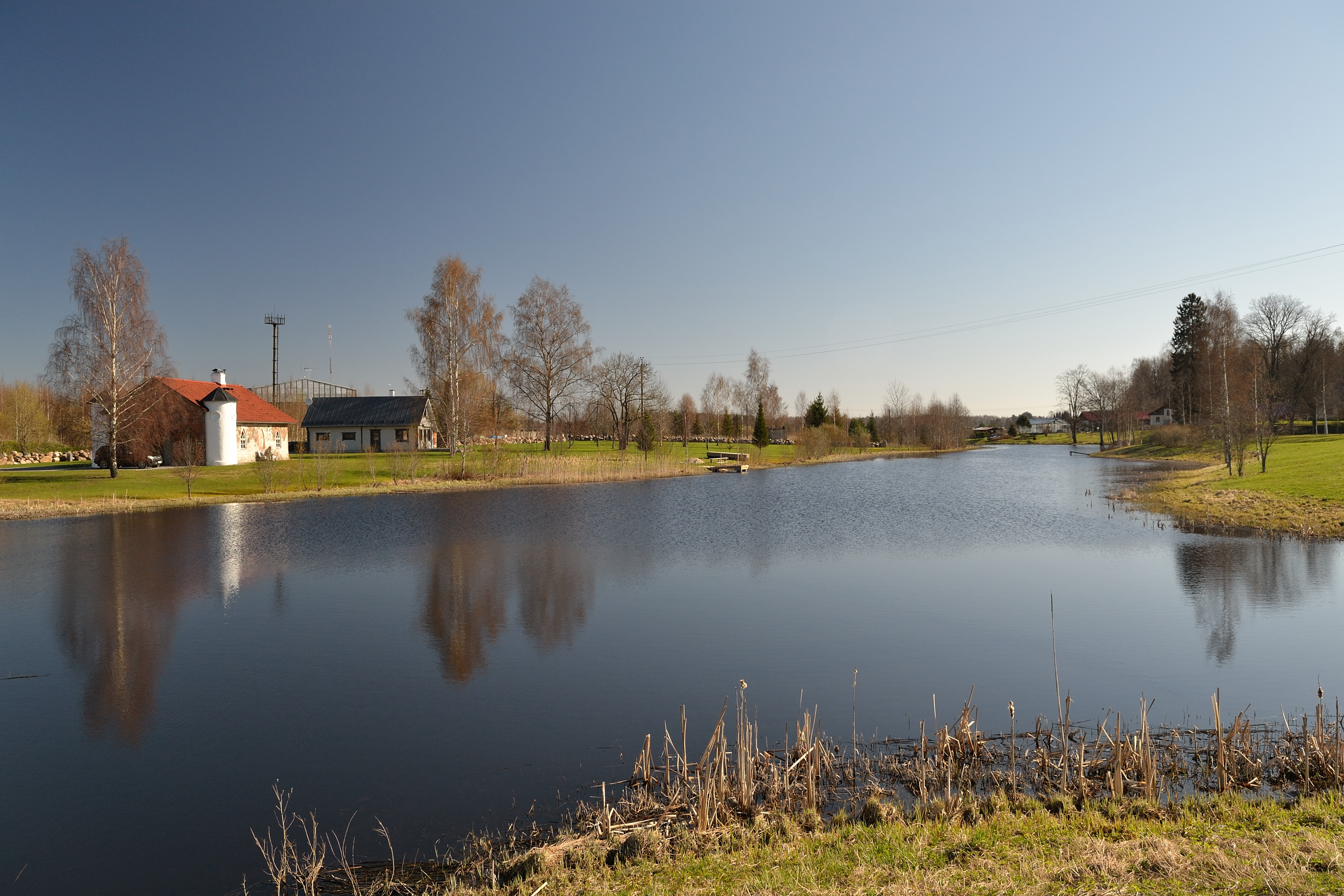
Водохранилище Кяру
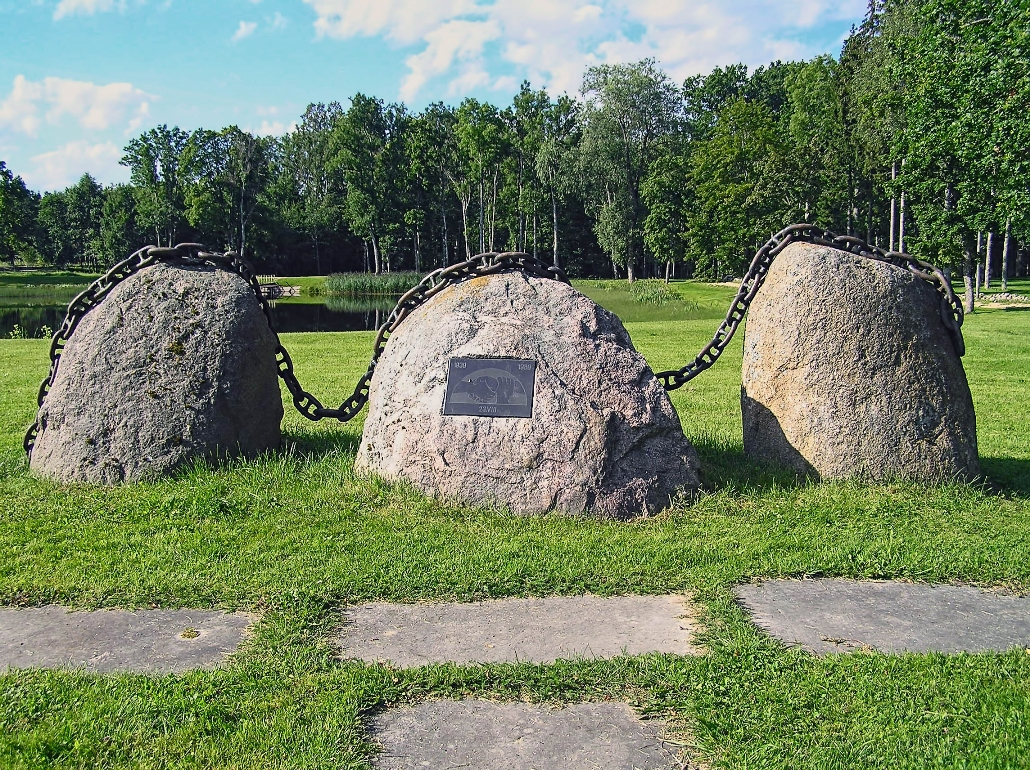
Памятник «Балтийской цепи»
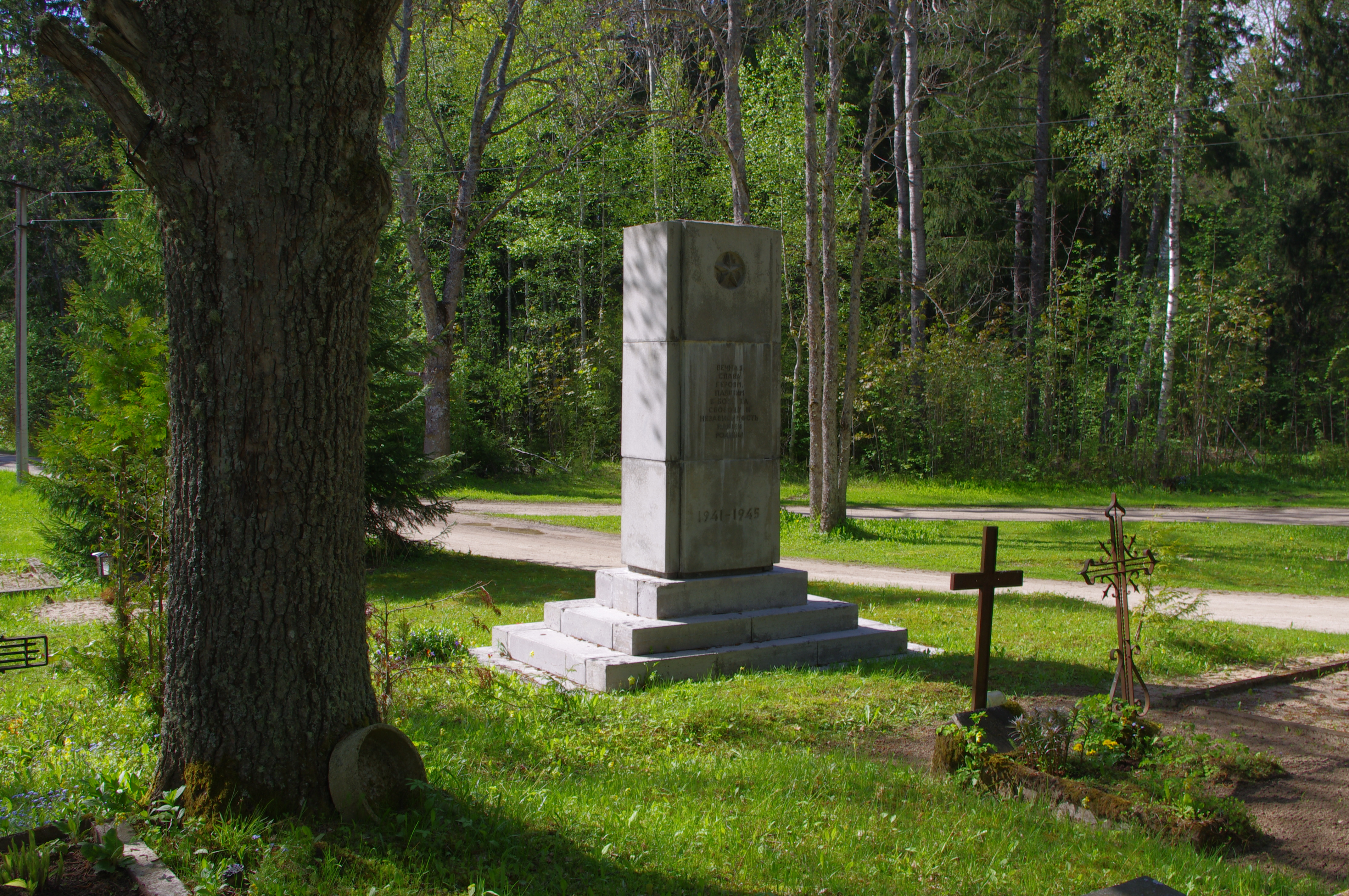
Советский памятник на братской могиле павших во II мировой войне. Демонтирован в 2023 году